# Anne Haddy
Anne Haddy (Quorn (Zuid-Australië), 5 oktober 1930 - Melbourne (Victoria), 6 juni 1999) was een Australisch actrice.

## Levensloop
Vanaf de jaren zeventig speelde ze gastrollen in diverse soapseries. Ze had van 1982 tot 1985 een langdurige rol in de soap Sons and Daughters. In 1985 startte ze haar rol van Helen Daniels in de soap Neighbours en behoorde daarmee tot de originele cast. Ze draaide heel wat scènes met Jason Donovan, die haar kleinzoon speelde en met Kylie Minogue. In 1997 verliet ze de serie wegens gezondheidsproblemen. Ze overleed in 1999 op 68-jarige leeftijd en liet een man en vijf kinderen na.